# Det finns bara en Jimmy Grimble
Det finns bara en Jimmy Grimble är en brittisk komedifilm från 2000. 

## Handling
Filmen handlar om Jimmy Grimble som är runt 15 år och bor i Manchester. Han är den enda killen på skolan som håller på Manchester City. Han är ingen särskilt bra fotbollsspelare, men en dag träffar han en gammal dam som ger honom ett par "magiska" skor. Han börjar spela i skollaget och det går väldigt bra, de är framme vid finalen av turneringen som spelas på Manchester Citys hemmaarena. Till en början av matchen går allt dåligt då Gordon har slängt sina "magiska" skor. 
Men efter att han pratat med sin tränare Eric Wirall och hans låtsaspappa Harry, så börjar han att spela bättre. De sade till honom att det är inte skorna som spelar utan det sitter i fötterna och i huvudet. Han blir matchens bästa spelare och efter matchen kommer det fram en Manchester United-scout och undrar om han vill komma till United, men Jimmy Grimble vill hellre spela för Manchester City.

## Om filmen
Det finns bara en Jimmy Grimble regisserades av John Hay.

## Rollista (urval)
- Lewis McKenzie - Jimmy Grimble
- Jane Lapotaire - Alice Brewer
- Gina McKee - Donna
- Ben Miller - Benny Two Dogs
- Robert Carlyle - Eric Wirral
- Samia Smith - Sara
- Ray Winstone - Harry